# Parque Lone Star
El Parque Lone Star o el Parque de la Estrella Solitaria (en inglés: Lone Star Park) es uno de los destinos de entretenimiento de primera clase en el área de Dallas / Ft. Worth Metroplex. Lone Star Park es una pista de carreras de caballos y lugar de entretenimiento ubicado a 1/2 milla al norte de la Interestatal 30 en la carretera Belt Line en Grand Prairie, Texas al sur de los Estados Unidos. Lone Star Park cuenta con dos temporadas de carreras en vivo cada año, la temporada de primavera donde se corre en general desde principios de abril hasta mediados de julio, y la Reunión de Otoño de Campeones que generalmente va desde principios de septiembre hasta mediados de noviembre.